# Pterocryptis furnessi
Pterocryptis furnessi е вид лъчеперка от семейство сомови (Siluridae).

## Разпространение
Видът е ендемичен за някои от реките на остров Борнео, Малайзия.